# El Goloso
El Goloso és un barri de Madrid integrat en el districte de Fuencarral-El Pardo. Té una superfície de 2.650,49 hectàrees i una població de 9.901 habitants (2009). Limita al nord i oest amb El Pardo, al sud amb Mirasierra i Valverde i a l'est amb Alcobendas. Està delimitat al nord-oest amb la tàpia del Monte del Pardo, al sud per la carretera d'El Pardo a Fuencarral i a l'est per la Carretera de Fuencarral a Alcobendas. És conegut per tenir al seu territori la base militar seu de la Divisió Cuirassada Brunete de l'Exèrcit de Terra Espanyol.